# Peligro
Peligro (spanska "Farlig") är den colombianska sångerskan Shakiras andra album, utgivet 1993 i Colombia. Skivan sålde lite bättre än Shakiras första album Magia men inte mer än 1200 kopior. Bara tre låtar är skrivna av Shakira, resten av olika producenter. Peligro är, tillsammans med Magia, inte officiella album vilka släpptes i Colombia och går inte längre att köpa.

## Låtförteckning
1. "Eres" (spanska "Du är") (Shakira) – 5:02
2. "Último Momento" (spanska "Sista stunden") (Eduardo Paz) – 4:56
3. "Tú Serás La Historia De Mi Vida" (spanska "Du kommer vara mitt livs historia") (Desmond Child) – 4:52
4. "Peligro" (spanska "Farlig") (Eduardo Paz) – 4:39
5. "Quince Años" (spanska "Femton år") (Shakira) – 3:30
6. "Brujería" (spanska "Trolldom") (Eduardo Paz) – 4:08
7. "Eterno Amor" (spanska "Evig kärlek") (Eddie Sierra) – 4:47
8. "Controlas Mi Destino" (spanska exakt efter ordalydelsen "Du bestämmer min destination". Kan tolkas  "Du bestämmer vart jag ska".) (Shakira) – 4:36
9. "Este Amor Es Lo Más Bello Del Mundo" (spanska "Den här kärleken är världens vakraste") (Eduardo Paz) – 4:20
10. "1968" (Shakira/Eduardo Paz) – 4:44